# Тургенев, Лев Антипович
Лев Антипович Тургенев (1764—1828) — генерал-майор русской императорской армии, георгиевский кавалер.

## Биография
Родился в 1764 году в имении Спасское-Лутовиново Орловской губернии в семье лейтенанта флота Антипа Тургенева. Из-за ранней смерти отца воспитывался в семье крестного отца Пётра Дмитриевича Еропкина.
Был зачислен 19 апреля 1776 года капралом (с 21 апреля —сержант) в полк московской гарнизонной артиллерии. С 1779 года — прапорщик Брянского пехотного полка, занимал должность полкового комиссара. В этом же году был переведён в Елецкий мушкетёрский полк и на прощание бывшие сослуживцы, офицеры Брянского полка, слывшие карточными шулерами, обыграли его так, что он был вынужден пешком добираться зимой 600 вёрст из Карасу-Базара в Кременчуг и был спасён от неминуемой смерти возчиками казённой соли, которые подобрали его в степи. Этот случай он сам описал так:

Угощая у себя на прощание чаем, пуншем и винами, они втянули меня в маленькую игру банка, проиграв мне умышленно до 500 рублей <…> «Куй железо, пока оно красно», — сказал я сам себе и засел с ними в генеральную схватку, в которой эти продувные канальи в несколько часов игры моей с ними облупили меня как белочку, выиграв у меня всех лошадей с повозкою, собак, ружья и все, даже мундир с плеч, так что я остался в одном камзоле и панталонах дорожных…
С этого случая Тургенев получил такое отвращение к азартным играм, которое однажды иронически охарактеризовал майор Вельден: «Ежели бы знал государь аргументальную антипатию к картежникам своего майора, нашего Льва Антиповича Тургенева, то, сделав его патрульным полицмейстером всей империи, мог бы скоро истребить этих беззазорных дневных разбойников».
Участвовал в экспедиции в Северную Голландию, в 1803 году – майор Л. А. Тургенев — командир батальона Елецкого полка. Принимал участие в кампании 1807 года против французов, сражался при Пултуске, 8 февраля 1807 года был тяжело ранен и захвачен в плен французами в сражении при Эйлау; вскоре был награждён орденом Св. Георгия 4-й степени.
С 15 марта 1809 по 18 февраля 1818 года был командиром Елецкого мушкетёрского полка; полковник с 1 июня 1815 года. Принимал участие в боевых действиях Отечественной войны 1812 года, сражался при Островно, Валутиной горе, Бородино и при Вязьме. Во время заграничных походов 1813-1814 годов участвовал в сражениях при Бауцене и Кацбахе, в битве при Лейпциге. С 31 декабря 1818 года — генерал-майор.
В 1821 году вышел в отставку после 42 лет активной службы и участия в 52 сражениях, проживал в своём имении в селе Таврово под Воронежем, где занимался разведением овец тонкорунной породы, вывезенных им из Саксонии.
Умер 3 (15) октября 1828 года в Таврово в возрасте 64 лет, похоронен на сельском погосте. На могильной плите была сделана надпись: «Товарищи военной Славы прикрыли прах генерал-майора Льва Антиповича Тургенева, скончавшегося 64 лет 1828 года октября 3 дня». Много лет могила была полуразрушена; после 1917 года имя Л. А. Тургенева было забыто. Его могилу неоднократно пытались вскрыть вандалы – искали именное оружие. В 1995 году казаки Северо-Донского казачьего округа восстановили могилу.

## Награды
- орден Св. Георгия 4-й ст. (26 апреля 1807)
- орден Св. Анны 2-й ст. с алмазами
- орден Св. Владимира 4-й ст. с бантом
- прусский орден «Pour le Merite»
- сардинский орден Святых Маврикия и Лазаря
- золотая шпага «За храбрость»

## Семья
Жена (с 1815) — Маргарита Густафьевна. Их дети: Ольга (1816—?), Варвара (1818, Новгородская губерния —?), Александра (1820, Таврово —?))